# Công Tây Châm
Công Tây Điểm (tiếng Trung: 公西蒧; bính âm: Gongxi Dian), hay Công Tây Giảm (公西減), Công Tây Châm (公西箴), tự Tử Thượng (子上), tôn xưng Công Tây Tử (公西子), người nước Lỗ thời Xuân thu, là một trong thất thập nhị hiền của Nho giáo.

## Cuộc đời
Cuộc đời của Công Tây Điểm không được ghi chép lại. Năm 72, thời Hán Minh Đế, Công Tây Điểm được phối thờ trong Khổng miếu.
Tống Cao Tông trong tác phẩm Văn Tuyên vương cập kỳ đệ tử tán có dòng khen: Y nhĩ Tử Thượng, Lỗ bang chi vọng. Dĩ đức tắc quý, duy đạo thị xướng. Sư thông sư minh, hữu trực hữu lượng. Bá vu chúc a, nho phong tư sướng.